# Saint-Lucien (épave)
 (août 2016).
Pour les articles homonymes, voir Saint-Lucien.
Le Saint-Lucien est l'épave d'un cargo français naviguant sous pavillon allemand, coulé en 1943 au large de Port-Vendres.

## Histoire
Le Saint-Lucien est construit en 1920 à Aalborg au Danemark, sous le nom de SS Aalborg pour la compagnie danoise Limfjorden.
Ce navire effectue des liaisons entre l'Angleterre et le Danemark, jusqu'à l'invasion du Danemark par l'Allemagne en 1940. Il est alors saisi par l'amirauté britannique dans le port de Leith (Écosse) et transmis le 10 mai 1940 à la France.
Il est alors affecté par la Société maritime nationale au transport de charbon avec l'Afrique du Nord.
En mars 1941, il est rebaptisé Saint-Lucien, et réarmé avec un équipage français pour le trafic entre la zone libre et l'Afrique du Nord.
En novembre 1942, il repasse sous contrôle danois, puis sous contrôle allemand avec la compagnie Mittelmeer Reederei GmbH de Hambourg.

## Naufrage
Le 12 avril 1943, le Saint-Lucien est torpillé et coulé par le HMS Unruly, sous-marin de la Royal Navy, à la pointe du cap Béar à proximité de Port-Vendres. Tout l'équipage et une partie de la cargaison d'oranges sont récupérés par les bateaux de pêche.

## Plongée
- Profondeur mini : 32 m (sur les superstructures)
- Profondeur maxi : 40 m (sur le fond)

Actuellement, en 2016, une grande partie de l'épave s'est effondrée sur elle-même, entre le château et la proue.
Seule la poupe, ajourée, reste debout. L'hélice et le safran sont encore en place.
Cette épave de la Côte Vermeille est aujourd'hui moins plongée que ses voisines l’Alice Robert, le Saumur et l'Astrée.
La faune habituelle est constituée de congres, d'anthias, de sars tambours et de crustacés.
Comme sur les autres épaves de la région, les conditions de plongée sont parfois rendues difficiles par le courant, la faible visibilité et la présence de filets perdus.

## Galerie

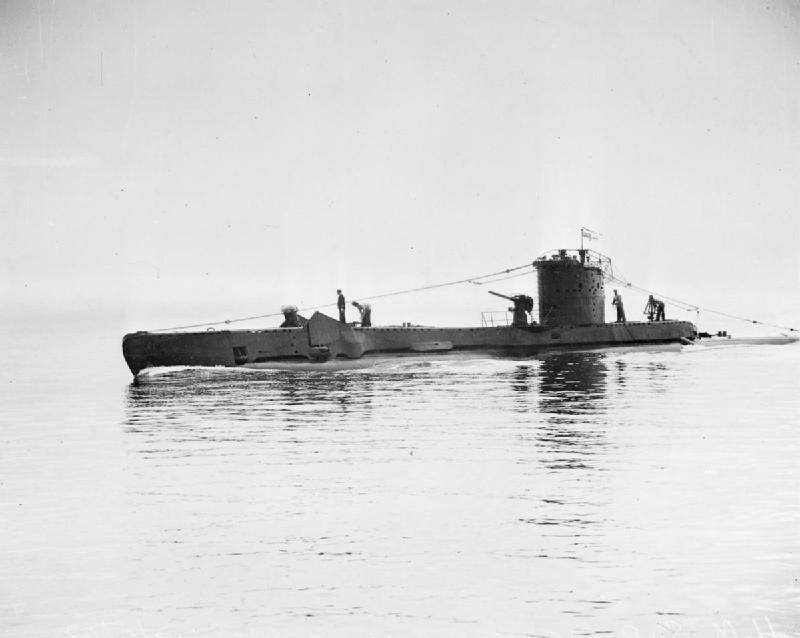
HMS Unruly
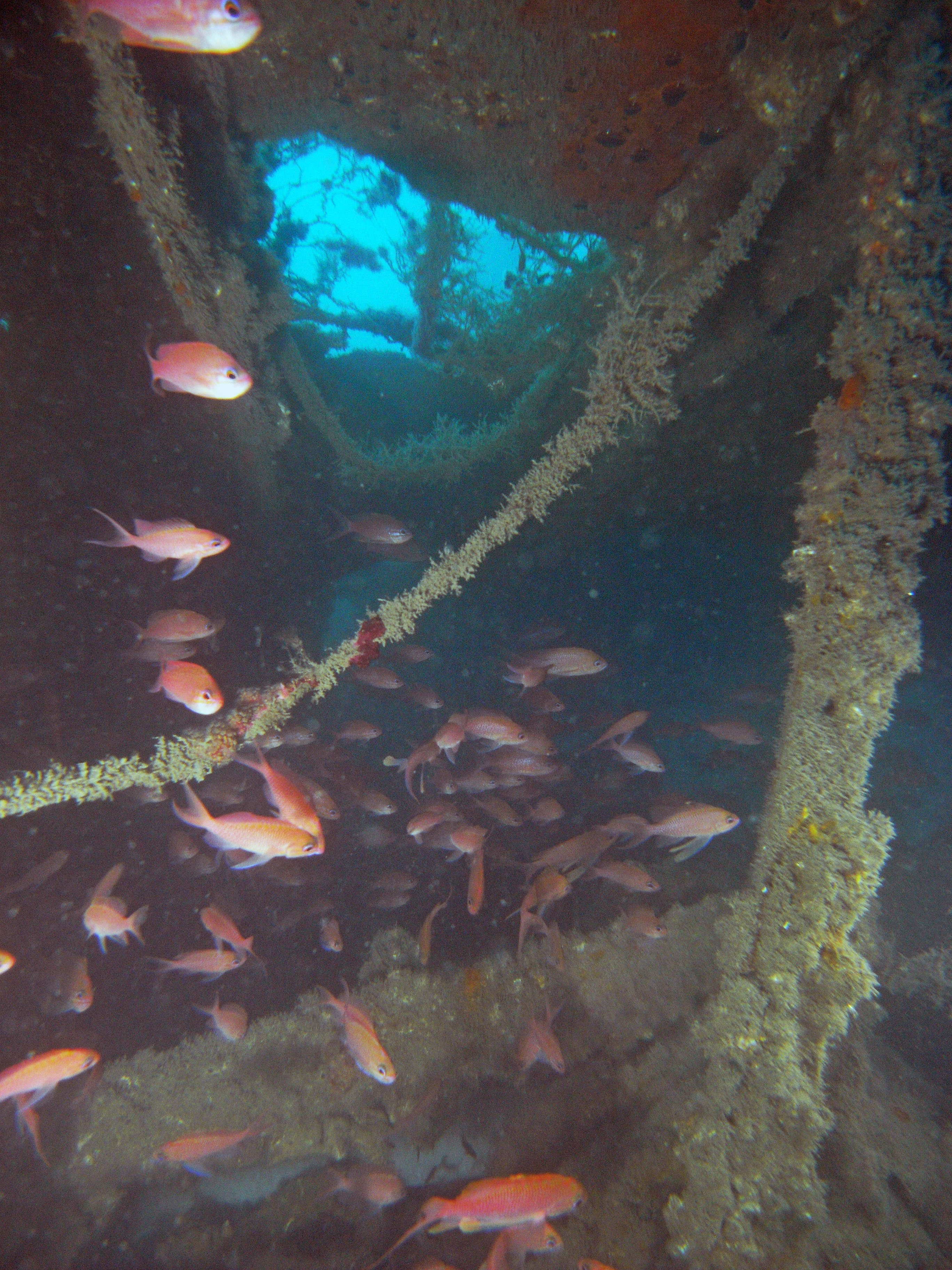
Les anthias de la poupe du Saint-Lucien

## Sources
- Les Épaves de la Côte Vermeille, Histoire et exploration par Hervé Levano  (ISBN 2-9513339-0-0)
- Le Sommeil des épaves, Patrice Strazzera 1998  (ISBN 2-9512389-0-8)
- Le Sommeil des épaves- Les Souvenirs, Patrice Strazzera 2000  (ISBN 2-9512389-1-6)
- Les Naufrages en Languedoc-Roussillon, vol14, J. P. Joncheray, 1985
- 100 belles plongées en Languedoc Roussillon, par Eric Dutrieux, Sébastien Thorin et Jean-Yves Jouvenel, éditions GAP, 2005  (ISBN 978-274170 3082)
- Fortunes de mer et épaves dans le Parc naturel marin du golfe du Lion, 1850-2018, par Laurent Urios, Hervé Levano et Patrice Strazzera 2018  (ISBN 978-2-9513-3391-8)
- (en) « HMS Unruly (P 49) », uboat.net